# Minha Voz
Minha Voz é um álbum de estúdio da cantora Gal Costa, lançado em 1982 pela gravadora Philips. Mesmo com pouca divulgação o álbum vendeu 420 mil cópias no Brasil.

## Faixas
Lado A
| N.º | Título                     | Compositor(es)                    | Duração |  |
| 1.  | "Minha Voz, Minha Vida"    | Caetano Veloso                    | 3:38    |  |
| 2.  | "Azul"                     | Djavan                            | 3:42    |  |
| 3.  | "Musa Cabocla"             | Gilberto Gil, Waly Salomão        | 4:09    |  |
| 4.  | "Dom de Iludir"            | Caetano Veloso                    | 3:32    |  |
| 5.  | "Solar" (Part. Roupa Nova) | Fernando Brant, Milton Nascimento | 2:24    |  |
| 6.  | "Borzeguim"                | Antônio Carlos Jobim              | 4:46    |  |

Lado B
| N.º | Título            | Compositor(es)                         | Duração |  |
| 1.  | "Bloco de Prazer" | Fausto Nilo, Moraes Moreira            | 3:03    |  |
| 2.  | "Verbos do Amor"  | Abel Silva, João Donato                | 4:20    |  |
| 3.  | "Luz do Sol"      | Caetano Veloso                         | 4:05    |  |
| 4.  | "Pegando Fogo"    | Francisco Mattoso, José Maria de Abreu | 2:37    |  |
| 5.  | "Groupie"         | Beti Niemeyer                          | 6:13    |  |

## Créditos
- Caetano Veloso - voz na faixa 4 Lado B
- Chico Buarque - voz na faixa 4 Lado B
- Gilberto Gil - voz na faixa 4 Lado B
- Rita Lee - voz na faixa 4 Lado B

- Músicas incidentais na faixa 5 Lado B: "Meu Bem, Meu Mal", "Domingo No Parque", "Baila Comigo", "Folhetim", "Alegria, Alegria", "Bem-Me-Quer", "A Banda" e "Realce"